# 末那识
末那识（羅馬化：manas-vijñāna），佛教術語，識的分類之一，為瑜伽行唯識學派護法學系或法相唯識宗所说八识中的第七识。具恆審思量之性，又稱我意識我主宰；為與意識即第六識相區別，虽末那译为“意”，但稱為末那識，不称“意识”。護法論師等稱其為阿賴耶識和六識的俱有依。

## 音義
末那（manas），義譯為意，是思量、思考的意思。在《雜阿含經》中，意與心、識經常一同出現，被當成同義詞。是六識與六內處即六根之一。

## 出處
玄奘譯《瑜伽師地論》有關於識蘊有兩個說法：一為心意識三分，心、「末那」與識並列；二為本識和轉識二分，「末那」是七轉識之一。玄奘譯《顯揚聖教論》中，提到識有八種，為阿賴耶識、五識、「意」及意識。安慧《大乘廣五蘊論》記載為六轉識、染污意和阿賴耶識。
《瑜伽師地論》中記載，阿賴耶識或於一時唯與「末那」俱轉，「末那」恆與我見我慢相應，常與阿賴耶識一時俱轉，意識依染污末那，而受相縛，不得解脫。真諦譯《決定藏論》對應段落稱，阿賴耶識常與「我慢心」相應生，意識依「心」得立。
玄奘譯《瑜伽師地論》中指示「末那」為意根，玄奘譯《顯揚聖教論》在相應段落將此處的「末那」直接稱為「意根」，此二論一致記載：以阿賴耶識為所依五識身得生，又因阿賴耶識而得有意根，以意根為所依第六意識得生。真諦譯《決定藏論》對應段落稱，以阿賴耶識為所依五識身和意識得生，沒有提及二者之間的意根。
在《成唯識論》中，關於諸識之俱有依的解釋有四種，窺基在《瑜伽師地論·本地分》“意地”的所依中，也加入了俱有依末那識。

## 第二能變識
瑜伽行唯識學派謂萬法皆為識之所變，故謂八識為能變。第一能變識：阿賴耶識。第二能變識：末那識。諸心所有法乃由八識和合運作而為變現，末那識能在初能變識阿賴耶配合下變現萬法，故名第二能變識。

## 末那識的功能
第七识的一个主要功能是，对第八识（阿賴耶識）的进行主观感应并形成自我意识–恆執阿賴耶識為我、我所有。《大乘密嚴經》卷1有這樣的說法：末那攀緣阿賴耶識，就如同磁石緊吸著鐵一般，染污的末那識，執取阿賴耶為自內我，末那識執持有情身一切法，以為他就是身心的主人。末那识特点是思量，而第六识的特点是识别。由于不可控，透过第七识会产生我痴、我见、我慢、我爱等四烦恼。
法相唯識宗認為，末那識是第六意識之所依根，故名意根，與前五根(眼根、耳根、鼻根、舌根、身根)同屬六根之一，不同於前五根是有色根，是屬於色法；意根是心法，是八識中之第七識，心法無色，屬無色根。
- 意根是不可見有對，是無色根。
- 意根是意識所依根，所以稱為意根。
- 意根是能引生意識的心，所以稱為意根。
- 意根是意識生起後運作時必須依止才能運作的心，所以稱為意根。

也有人認為，末那識不是意根，他是已經過色塵法塵色法心法，所有行為造作都由自己的末那識(我主宰)決定，但想行之間建立了間隔也就是五蘊的調理而使自己善業，好的行為，甚至可以更好，到達有修養有成就，也就是佛的十一名號。

## 歷史研究
在龍樹著作中，不曾提到末那識，在唯識學派早期經典，如《解深密經》與《攝大乘論》中，也都沒有提到末那識。在八識學說中，末那識可能是最晚出現的。菩提流支譯《入楞伽經》中提到八識，其中第二識稱為意，即末那。至《成唯識論》時，末那識學說已被確立，並形成八識體系。
學術界認為《瑜伽師地論》、《解深密經》與《攝大乘論》皆未明確說到末那識，日本學者結城令聞認為，《解深密經》時代尚未有末那識的說法，直到無著時代，末那識學說才被建立。印順法師認為，末那識是由《解深密經》中的阿陀那識與《攝大乘論》中的染污意，逐漸發展而成。
地論宗南道派的法上在解釋《十地經論》中「三種同相智」時，以被認為是生死根本的阿梨耶識為第七識，體現了歷史上曾有個時段，有人不把「意」分立為第六意識和其所依意根即末那識。